# Batalha de Bangui (2013-2014)
Batalha de Bangui ocorre durante a Guerra Civil na República Centro-Africana. Após repetidos ataques dos Seleka às populações cristãs, em 5 de dezembro de 2013, milicianos anti-balaka, provavelmente apoiados por ex-membros das Forças Armadas da República Centro-Africana, lançaram um ataque à capital centro-africana, visando principalmente a população muçulmana. As forças do Seleka retaliam e massacram mil cristãos de 6 a 8 de dezembro. Nos dias que se seguiram, a violência e as represálias entre as milícias Seleka e anti-balaka deixaram centenas de mortos, levando as forças francesas da Operação Sangaris e as forças africanas da MISCA a intervirem para tentar acabar com os abusos com a realização de operações de desarmamento. Minoritários e vítimas de massacres e assassinatos, milhares de residentes muçulmanos deixam a cidade durante os meses de março e abril. A situação gradualmente se acalmou e, em 23 de julho, os comandantes do Seleka e dos anti-balaka assinaram um acordo de cessação das hostilidades.

## Confrontos de 5 a 8 de dezembro

### Ataques dos anti-balaka e represálias do Seleka
No início da manhã de 5 de dezembro, ataques coordenados atingiram três locais: o campo militar de Kassaï, a Assembleia Nacional e o bairro de Boy-Rabé. Os atacantes são expulsos do acampamento de Kassaï. No distrito de Boy-Rabé, a população muçulmana é alvejada e seus estabelecimentos comerciais são pilhados. Parte da população se refugia na igreja de Saint-Bernard em Boy-Rabé. Os milicianos do Seleka invadiram e mataram várias pessoas.
Por volta das 9h30, membros do Seleka entraram no Hospital da Amizade em Bangui. Provavelmente para vingar um de seus oficiais mortos nos combates que começaram naquela manhã, eles mataram oito pessoas, incluindo funcionários do hospital.
No mesmo dia, na parte da manhã, os combatentes do Seleka abrem fogo contra as posições francesas e uma de suas pick-ups tenta penetrar no perímetro do Aeroporto Internacional de Bangui. Os franceses retaliam, destruindo o veículo, matando quatro homens armados e ferindo outros seis.
Os combates e represálias ocorrem à noite e até 6 de dezembro. À noite, os membros do Seleka invadiram mais uma vez o Hospital da Amizade e executaram uma dezena de feridos. Os ataques ainda ocorreram no dia 7 de dezembro, segundo a Cruz Vermelha. Confrontos e linchamentos esporádicos ainda ocorrem pontualmente no dia 9, apesar da presença do exército francês. Este último envolve-se em tiroteios em duas ocasiões com milicianos do Seleka, que recusaram-se a desarmar.

### Perdas e consequências
A Reuters relata 105 mortos. Pelo menos 54 cadáveres são coletados em uma mesquita na cidade. Em 6 de dezembro, os Médecins sans frontières (MSF) contabilizaram pelo menos 92 mortos e 155 feridos em dois dias no hospital comunitário em Bangui. O general Yahia, comandante de Bangui pelo Seleka, teria sido morto, assim como outro oficial do Seleka. Uma vez que os atacantes foram repelidos, os membros do Seleka teriam iniciado uma operação de varredura para expulsar os possíveis oponentes infiltrados. Por medo de represálias, vários milhares de habitantes se refugiaram em igrejas, ou sob a proteção do exército francês em bases militares ou no aeroporto, onde 2.000 pessoas encontraram refúgio.
O arcebispo de Bangui declarou que pelo menos 39 pessoas morreram durante a noite de 5 a 6 de dezembro e durante a parte diurna de 6 de dezembro.
Na noite de 6 de dezembro, a Cruz Vermelha Centro-Africana declarou que havia recuperado 281 corpos em Bangui. No dia 8, registrou 394 mortes desde quinta-feira, com resultados provisórios, e confirmou que os ataques continuaram em 7 de dezembro. No dia seguinte, o número de mortos subiu para pelo menos 459, segundo a Cruz Vermelha. A Anistia Internacional estima que 1.000 pessoas tenham perdido a vida nos combates, muitas sendo enterradas antes de serem contabilizadas.
Em 13 de dezembro, o Alto Comissariado das Nações Unidas para os Refugiados declarou que "na capital Bangui, os combates e a violência sectária durante a semana passada colocaram cerca de 159.000 pessoas na estrada e provocaram a morte de 450 pessoas, bem como outras 160 mortes em outras partes do país".
De acordo com um comunicado de imprensa da Anistia Internacional publicado em 19 de dezembro de 2013, os dois dias de violência em Bangui começaram com o ataque dos anti-balaka que massacraram cerca de 60 muçulmanos. Posteriormente, os homens do Seleka massacraram em represália cerca de 1.000 cristãos em dois dias. Os abusos continuam nos dias seguintes, pelo menos 90 pessoas são assassinadas entre 8 e 18 de dezembro.
Em algumas áreas, os anti-balaka foram de casa em casa e mataram cerca de 60 homens muçulmanos. As forças do governo de facto, conhecidas como "ex-Seleka", reagiram em maior escala contra os cristãos, matando até mil homens em dois dias e saqueando sistematicamente casas. Algumas mulheres e crianças também foram mortas.

Nos dias que se seguiram a primeira escalada de violência em Bangui, os abusos dos direitos humanos continuaram a um ritmo alarmante.

Apesar da presença de soldados franceses e africanos que deveriam proteger a população civil, os civis continuam sendo mortos deliberadamente todos os dias - pelo menos 90 morreram desde 8 de dezembro. Alguns foram baleados, outros foram mortos por multidões furiosas armadas com machetes, e muitas outros ainda foram apedrejados.

## Intervenção da MISCA e início da Operação Sangaris

### Início das operações de desarmamento das milícias pelas forças francesas e pela MISCA

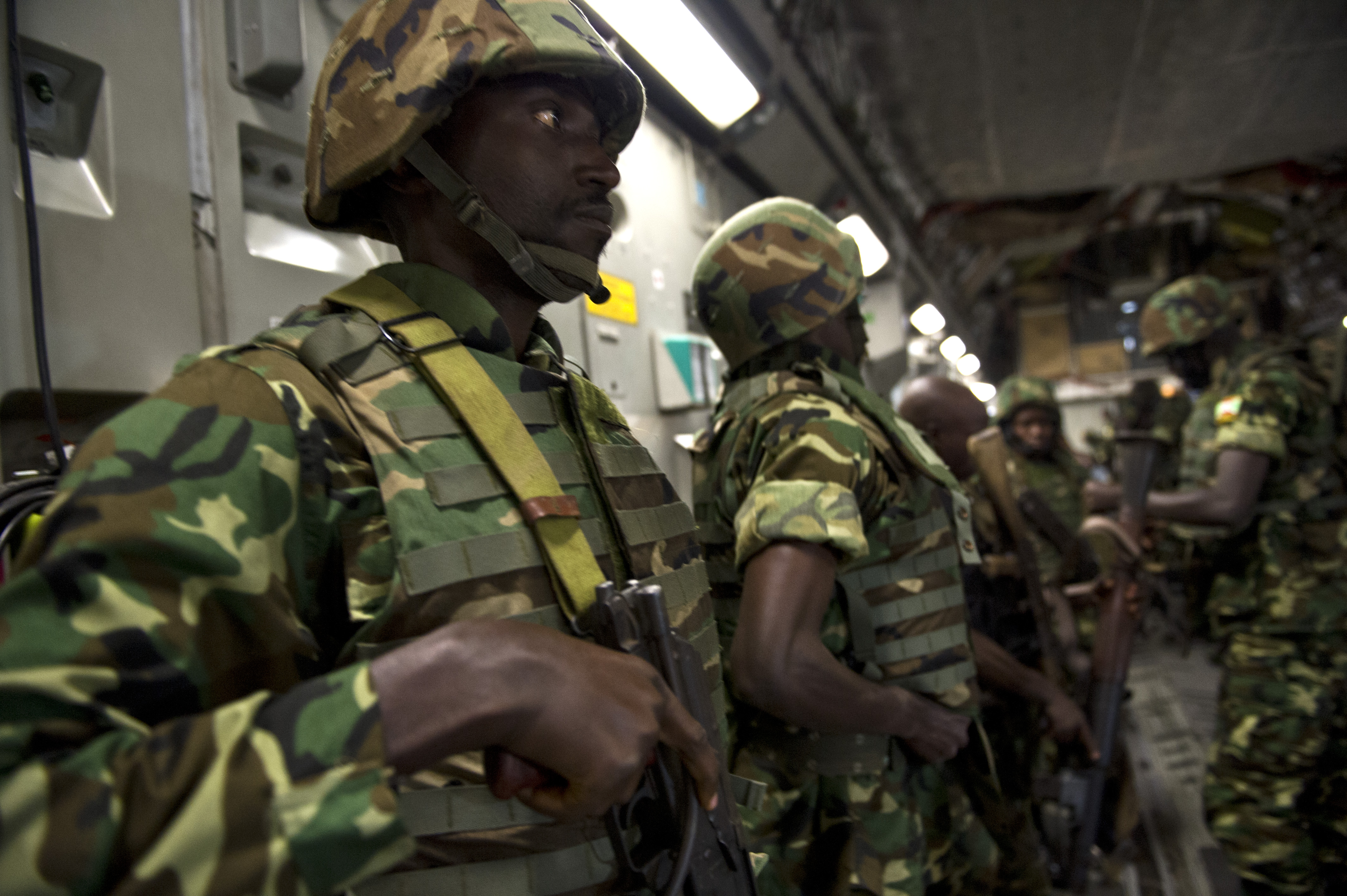
Soldados das forças armadas do Burundi em um avião estadunidense C-17 Globemaster III, pouco antes de seu pouso, 13 de dezembro de 2013.

Em 5 de dezembro de 2013, o exército francês lançou a Operação Sangaris, o governo francês decidiu enviar 1.600 militares para a República Centro-Africana. No primeiro dia da operação, 250 soldados franceses começam a patrulhar as ruas. Nesse dia, 650 soldados franceses estão presentes em Bangui, baseados no aeroporto, incluindo mais de 400 desde o final de março e outros 250 da engenharia e da logística desde novembro. Esse efetivo aumentou para 1.200 homens na noite de 6 a 7 de novembro com a chegada dos reforços e do general Fransisco Soriano. No dia 8 de dezembro, 1.600 franceses estão na República Centro-Africana, uma parte das forças deixa Bangui para Bossangoa.
Na noite de 9 a 10 de dezembro, dois soldados franceses foram mortos durante uma patrulha perto do aeroporto.
No dia 17, 300 soldados franceses lideraram uma operação de segurança no distrito de Boy-Rabé, a nordeste de Bangui.
Os soldados chadianos, no entanto, são rejeitados pela população cristã de Bangui, que os acusa de apoiar os combatentes dos Seleka.
Em 10 de dezembro, o general Mahamat Saleh, ex-chefe de gabinete das forças do Seleka, foi morto no distrito de Miskine por soldados franceses quando seu veículo tentou atravessar por um bloqueio na estrada. Dois de seus homens também foram mortos, outros dois ficaram feridos.

### Breve calmaria após a intervenção estrangeira
Em 11 de dezembro, líderes religiosos muçulmanos e cristãos organizaram uma reunião no distrito PK13 e apelam à reconciliação. Durante toda a duração dos confrontos, o arcebispo e o imã de Bangui (respectivamente: Dieudonné Nzapalainga e Oumar Kobine Layama) multiplicam os apelos para a cessação da violência e a reconciliação e tentam organizar reuniões entre as diferentes comunidades.
As tensões declinaram em 12 de dezembro, não houve saques naquele dia. Na mesquita no distrito PK-5, os muçulmanos organizaram um comboio funerário para enterrar os corpos de dezesseis dos seus, incluindo o do general Saleh, fora da cidade.
No dia 17, o exército francês liderou uma operação de desarmamento no bairro de Boy-Rabe, no norte, mantido pelos anti-balaka.

## Confrontos e abusos continuados em Bangui

### Confrontos em 19 e 20 de dezembro entre chadianos e anti-balaka

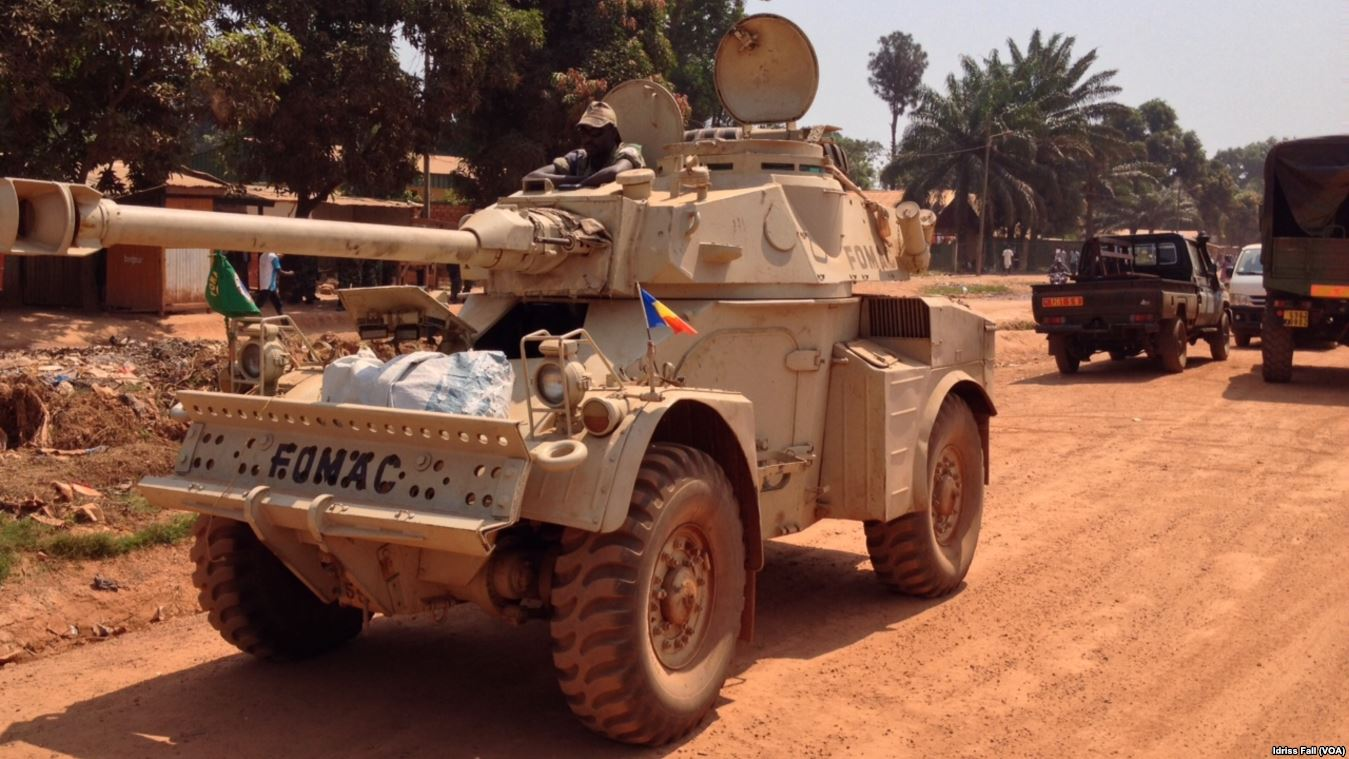
Um veículo blindado Panhard AML (Eland) chadiano do FOMAC, em 22 de dezembro de 2013, em Bangui.

Na noite de 19 de dezembro, os confrontos foram retomados perto do aeroporto, no distrito de Gobongo, ao norte da cidade, que depois se espalharam para outros distritos da capital. Os confrontos entre os anti-balaka e os Seleka ocorrem na Avenida Independência, perto do mercado de Gobongo. Os soldados chadianos em patrulha são atacados com granadas nas ruas pelos anti-balaka, um oficial chadiano é morto e vários soldados ficam feridos. Os anti-balaka também se aproximam da base das forças chadianas perto do aeroporto. As duas forças trocam tiros, seis soldados chadianos são feridos, dois deles seriamente. A intervenção dos franceses interrompeu os combates, mas estes seriam retomados à noite, por volta das 4h30, nos distritos de Combatants, Ngongonon e Boeing. A partir das 6h, os combates diminuíram de intensidade após a intervenção dos franceses, que realizavam patrulhas em todos os distritos. Quinhentos refugiados também protestam do lado de fora do aeroporto para exigir a saída de Michel Djotodia. Os soldados chadianos disparam no ar para dispersar a multidão.
À tarde, soldados franceses envolvem-se em tiroteios no distrito de Castor, a sudeste do aeroporto. Os franceses retaliam e matam dois "saqueadores".
Em 20 de dezembro, a Cruz Vermelha declara ter recolhido 29 cadáveres nas ruas da cidade, mortos por tiros ou por golpes de machetes. No entanto, o número de mortos é provavelmente maior. Segundo os Médicos Sem Fronteiras, cerca de quarenta pessoas feridas são levadas ao hospital comunitário de Bangui, três das quais sucumbem posteriormente aos ferimentos. De acordo com um imã de Gbaya Dombia, quinze moradores foram mortos e trinta feridos.

### Confrontos de 22 de dezembro entre franceses e o Seleka

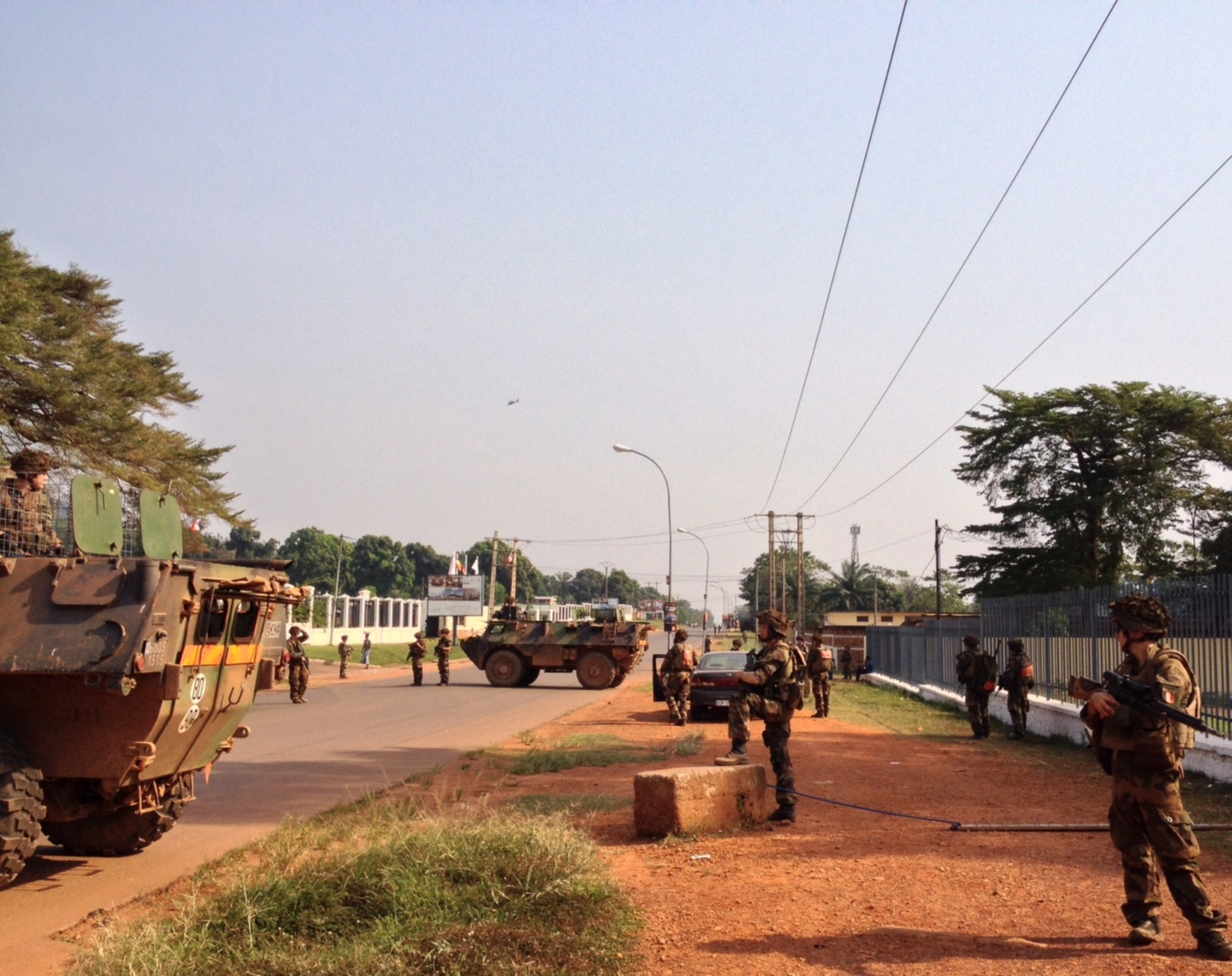
Soldados franceses e um VAB da Operação Sangaris, 22 de dezembro de 2013, em Bangui. O soldado francês em primeiro plano está armado com um FR-F2.

Na manhã de 22 de dezembro, três homens do Seleka foram mortos por soldados franceses durante uma operação de desarmamento. Os franceses e o Seleka se acusam mutuamente de serem os responsáveis pelo tiroteio. De acordo com o Estado-Maior francês, os militares "abriram fogo duas vezes durante o dia", a primeira vez conforme declarou "contra um grupo de meia dúzia de pessoas suspeitas de serem ex-Séléka, que estavam prestes a usar suas armas que estavam apontadas contra nossas tropas". O segundo incidente ocorreu contra um atirador solitário. Segundo um oficial do Seleka, Abacar Sabone, os três homens foram mortos "enquanto estavam armados, é claro, mas não demonstraram hostilidade em relação aos franceses e não usaram suas armas". Várias horas depois, milhares de muçulmanos protestaram denunciando a intervenção francesa, acusada de apoiar os cristãos e os anti-balaka.

### Incidentes com as forças chadianas
Na manhã de 23 de dezembro, seriam os cristãos que desta vez protestaram para apoiar a intervenção francesa e exigir a partida de Djotodia e das forças chadianas da MISCA. Após arremessarem pedras, os soldados chadianos abrem fogo. Um manifestante é morto, outro é ferido. O incidente terminou com a intervenção das forças francesas, que evacuaram as vítimas.
No mesmo dia, de acordo com o tenente-coronel Poncien Kisimahana, chefe do contingente burundiano, durante o desarmamento de seis membros do Seleka, um confronto opõe soldados chadianos e burundianos, causando dois feridos entre os primeiros. Essas declarações são negadas pelo Chade.

### Redistribuição dos capacetes azuis
No mesmo dia, um contingente de 250 capacetes azuis do exército marroquino, é incorporado ao Escritório Integrado das Nações Unidas para a Consolidação da Paz na República Centro-Africana (Bureau intégré des Nations unies pour la consolidation de la paix en République centrafricaine, BINUCA), com a missão de "garantir a segurança do pessoal e das instalações do sistema das Nações Unidas na República Centro-Africana".
Em 24 de dezembro, o general camaronês Martin Tumenta Chomu, chefe militar da MISCA, decidiu enviar a força chadiana de Bangui para o norte da República Centro-Africana. As tropas camaronesas também são designadas para outro setor, enquanto as forças burundianas e congolesas devem assumir.

### 25 de dezembro: confronto entre chadianos e anti-balakas
Em 25 de dezembro, no distrito de Gobongo, os chadianos da MISCA que vieram remover barricadas foram atacados por civis e anti-balakas. Seis soldados chadianos são mortos nos confrontos. O general Tumenta envia reforços. Outros combates acontecem nos distritos de PK5, PK12 e Ben-Zvi e cessam no final da tarde. Os tiroteios causaram pânico em milhares de moradores, a maioria dos quais fuge para o aeroporto. Por seu lado, a Cruz Vermelha alega ter coletado 44 cadáveres nos dias 25 e 26, a maioria vestidos com roupas civis, mas declara que não conseguiram acessar o 4.ª e o 8.ª distrito.

### Confronto de 26 de dezembro entre congoleses e o Seleka
Um tiroteio e disparo de morteiros ocorreu na noite de 26 de dezembro, por volta das 22h, perto do campo de Roux. Segundo o general Mokoko, do Seleka, a guarda presidencial abriu fogo contra os capacetes azuis de uma unidade policial congolesa, matando dois deles. As forças da MISCA respondem, dois Seleka também são mortos. Posteriormente, o porta-voz da presidência centro-africana, Guy Simplice Kodégué, falou de um “incidente lamentável”.

### Redução gradual da violência

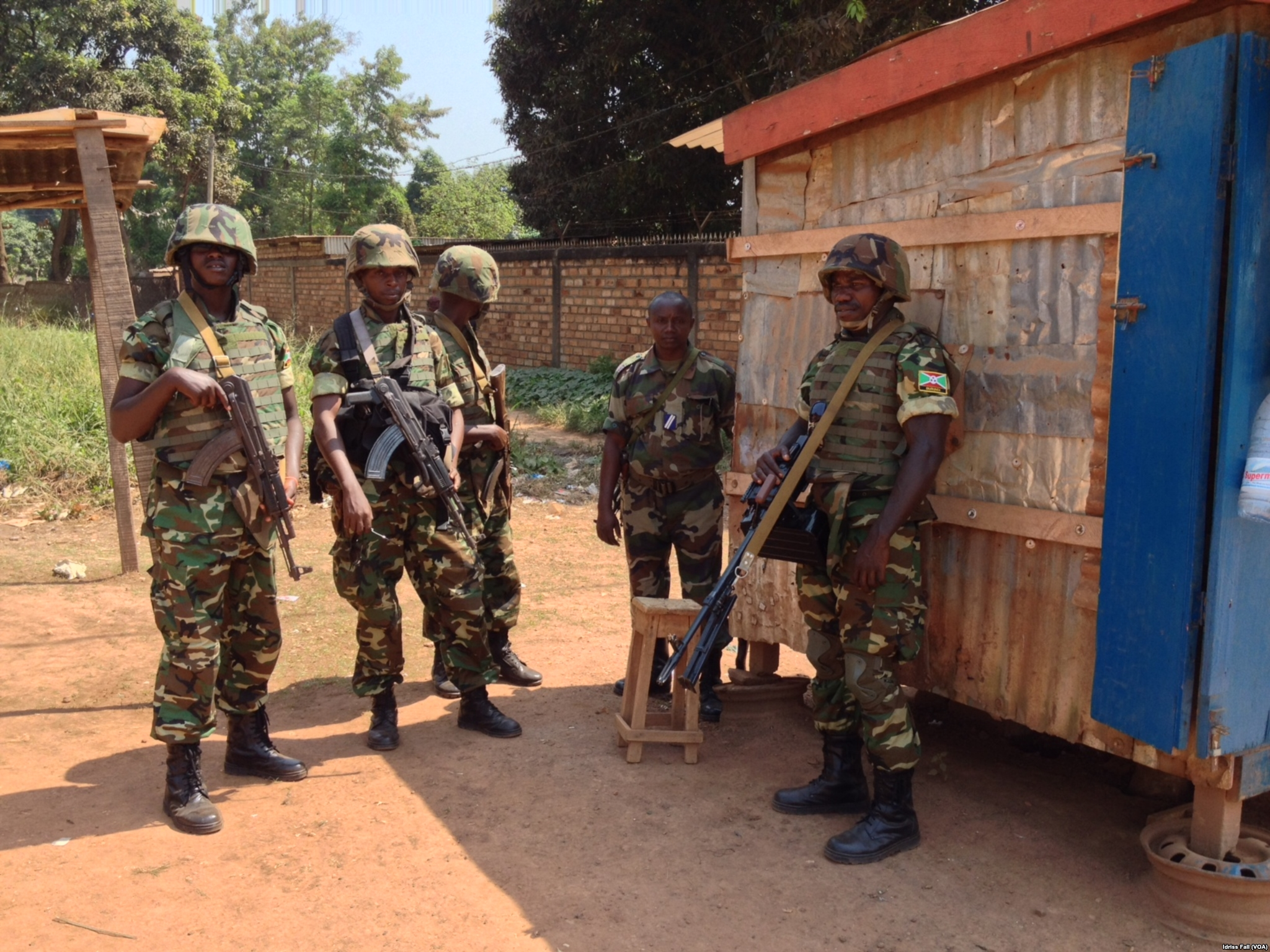
Soldados burundianos da MISCA, em 22 de dezembro de 2013, Bangui

Na manhã do dia 27, um comboio chadiano que escoltava civis que fugiam da cidade é atacado por moradores do distrito PK9. Um civil é morto e pelo menos duas crianças são feridas por granadas lançadas por soldados chadianos. Não houve outros incidentes durante o dia, no entanto, a MISCA e as forças francesas realizaram inúmeras patrulhas por toda a cidade.
Em 1 de janeiro de 2014, confrontos entre os Séléka e os anti-balaka deixam três mortos.
Na manhã de 4 de janeiro, após alguns dias de calma, eclodiram confrontos no norte da cidade. Segundo a Cruz Vermelha Centro-Africana, pelo menos sete pessoas são mortas. Poucas horas depois, na rotatória de Pétévo, no sul de Bangui, a violência entre civis deixou quatro pessoas mortas. Em pânico, vários moradores de Pétévo, um bairro relativamente intocado pelos combates dos dias anteriores, fugiram para o campo de Bimbo. A Cruz Vermelha também observa um aumento de abusos com armas brancas, mais discretas que armas de fogo.
Em 5 de janeiro, uma granada lançada no mercado de Kokoro deixou quatro feridos, segundo um jornalista da AFP, dois segundo a MISCA, incluindo um civil e um soldado burundiano.

### Acordo de cessação de hostilidades

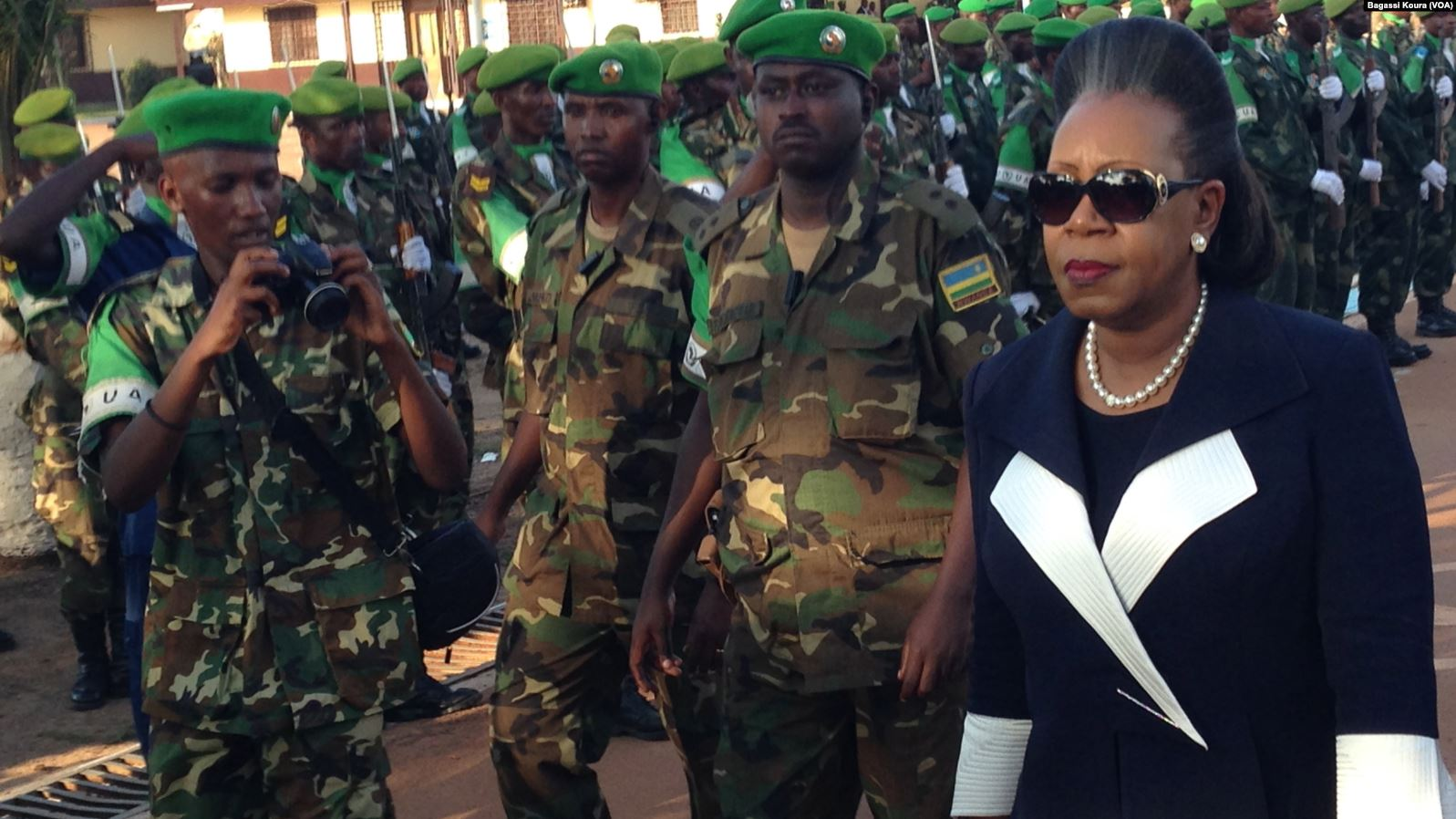
A presidente centro-africana Catherine Samba-Panza e soldados ruandeses da MISCA durante uma cerimônia em homenagem às tropas da União Africana, 13 de setembro de 2014.

No início de junho, uma operação de "desarmamento voluntário" foi organizada em Bangui e a população foi solicitada a entregar rifles, machetes e granadas aos conselhos municipais. Algumas armas são recuperadas, mas a recolha permaneceu, de um modo geral, insuficiente.
Em 23 de julho de 2014, foi assinado um acordo de cessação das hostilidades em Brazzaville após três dias de negociações. O texto é assinado por Mohamed Moussa Dhaffane pelo Seleka, por Patrice-Édouard Ngaissona pelo anti-balaka e por outros quarenta delegados, incluindo Denis Sassou-Nguesso, Presidente da República do Congo, o Arcebispo de Bangui Dieudonné Nzapalainga e Imam Layama Kobine, Presidente da Comunidade Islâmica da República Centro-Africana.
Alguma violência ainda ocorre ocasionalmente. Assim, na noite de 8 a 9 de agosto confrontos eclodem no distrito de Boy-Rabe entre diferentes facções anti-balaka; pelo menos duas pessoas morreram no combate. Mas, em geral, a situação foi se acalmando; assim, em agosto, o mercado de PK5 reabre.
No entanto, na manhã de 21 de agosto, confrontos ocorrem entre soldados franceses em patrulha e homens armados no bairro muçulmano de PK5. Os combates deixaram cinco pessoas mortas, incluindo um voluntário da Cruz Vermelha, e cerca de quarenta feridos. Três soldados franceses também ficaram feridos. No dia 21, várias centenas de muçulmanos realizam uma manifestação tendo inicio em PK5 até a sede da MINUSCA exigindo a saída do exército francês e da força europeia Eufor, responsabilizados pelos problemas dos muçulmanos do PK5.

## Refugiados
Em 5 de dezembro, 2.000 civis chegaram a encontrar refúgio perto do aeroporto. O número de refugiados continuou aumentando; em 29 de dezembro, são mais de 100.000 reunidos perto do aeroporto onde as forças francesas estão baseadas. A maioria são cristãos fugindo do Seleka. No total, a UNICEF identificou 55 locais de refugiados em Bangui.
Por sua vez, os países africanos organizam a evacuação de seus cidadãos, principalmente os chadianos que temem abusos por parte dos anti-balaka. No final de dezembro, pelo menos 4.000 civis chadianos fugiram da República Centro-Africana.
No início de fevereiro, 400.000 pessoas em Bangui, metade da população da cidade, vivem em campos improvisados.
Durante os confrontos, aproximadamente 1.000 civis se refugiaram na Ilha de Singes, no rio Oubangui, que separa Bangui da República Democrática do Congo. Eles eram defendidos por onze combatentes anti-balaka, incluindo oito mulheres.
Com a diminuição dos confrontos, os campos de refugiados foram se esvaziando gradualmente. O campo de M'Poko, localizado perto do aeroporto, possuía apenas 20.000 pessoas em setembro, quando recebeu até 100.000 no auge da violência.